# مونيكا سانشيز
مونيكا سانشيز (بالإسبانية: Mónica Sánchez)‏ هي ممثلة بيروفية، ولدت في 27 فبراير 1970 بليما في بيرو.

## وصلات خارجية
- مونيكا سانشيز على موقع IMDb (الإنجليزية)
- مونيكا سانشيز على موقع قاعدة بيانات الفيلم (الإنجليزية)